# Boffles
Boffles é uma comuna francesa na região administrativa de Altos da França, no departamento de Pas-de-Calais. Estende-se por uma área de 3,27 km². Em 2010 a comuna tinha 50 habitantes (densidade: 15,3 hab./km²).